# سارا پرایس (اتومبیل‌ران)
سارا پرایس (انگلیسی: Sara Price؛ زادهٔ ۲ سپتامبر ۱۹۹۲) راننده خودروی مسابقه‌ای، و بدل‌کار اهل ایالات متحده آمریکا است. او در مسابقات موتور کراس، رالی، بازی‌های اکس، استادیوم سوپر تراک و اکستریم ای شرکت کرده است.
پرایس ۱۷ قهرمانی موتور کراس کشور را به دست آورده و در بازی‌های اکس صاحب مدال شده است.